# Nacareniobsita-(Nd)
La nacareniobsita-(Nd) és un mineral de la classe dels silicats que pertany al supergrup de la seidozerita.

## Característiques
La nacareniobsita-(Nd) és un sorosilicat de fórmula química Ca₂(CaNd)Na₃Nb(Si₂O₇)₂(OF)F₂. Va ser aprovada com a espècie vàlida per l'Associació Mineralògica Internacional en el mes de setembre de l'any 2024. Va ser publicada a la revista internacional The Canadian Journal of Mineralogy and Petrology per Atali A. Agakhanov et al. en el mes d’abril de 2025 amb el títol «Nacareniobsite-(Nd), Ca₂(CaNd)Na₃Nb(Si₂O₇)₂(OF)F₂, a New Rinkite-Group (Seidozerite-Supergroup) Mineral from the Darai-Pioz Alkaline Massif, Tajikistan: Description and Crystal Structure». Cristal·litza en el sistema monoclínic.
Segons la classificació de Nickel-Strunz pertany a «09.BE - Estructures de sorosilicats, amb grups Si₂O₇, amb anions addicionals; cations en coordinació octaèdrica [6] i major coordinació». L'exemplar que va servir per a determinar l'espècie, el que es coneix com a material tipus, es troba conservat a les col·leccions del Museu Mineralògic Fersmann, de l'Acadèmia de Ciències de Rússia, a Moscou (Rússia), amb el número de registre: 5998/1.

## Formació i jaciments
Va ser descoberta al massís alcalí de Dara-i-Pioz, als Districtes de la Subordinació Republicana (Tadjikistan). Aquest indret és l'únic de tot el planeta on ha estat descrita aquesta espècie mineral.